# Phare de Poulfanc
Le phare de Poulfanc est un ancien phare situé à Riantec, dans le département français du Morbihan. Il a été mis en service en 1854, puis remplacé, en 1913, par le phare de Kerbel.

## Histoire
Le signalement des passes de la rade de Lorient est envisagé dès 1837. Pour celui de la petite passe (orientale), il se fera par l’alignement des fanaux du Moulin de la Perrière et du clocher de l’église Saint-Louis à Lorient. La grande passe (ouest) sera marquée par le feu du Lohic, au pied des remparts de Port-Louis et par la "tour à feu du Poulfanc" qui prend le relais de l'un des deux moulins à vent en ruines situés 400 mètres à l'ouest.
Construit en 1854, le phare de Poulfanc est sérieusement endommagé par la foudre en février 1900, ce qui nécessitera une restauration et la mise en place d'un paratonnerre.
En 1910, dans le cadre du renforcement des feux d’alignement des passes de Lorient, le gouvernement, en accord avec l’avis de la Commission des phares, demande que le feu du Poulfanc, haut de 15 mètres, soit rehaussé de 8 mètres, ce qui se révèle irréalisable ; il faut donc envisager la construction d'un nouveau phare.
Ce sera le phare de Kerbel, construit en 1913, plus près de la mer, entre les 2 moulins dont celui qui servait précédemment d'amer.

La tour à feu de Poulfanc, désaffectée en 1915, s’élève, près d'un château d'eau datant de 1956, sur une parcelle, close de murs, au milieu de quelques habitations. Ce terrain, propriété de la ville de Port-Louis, était historiquement enclavé sur le territoire de la commune de Riantec qui l'a acquis en novembre 2018.